# Estonia 20
Estonia 20 – samochód wyścigowy według przepisów Formuły Easter, skonstruowany przez TARK, produkowany w latach 1980–1985.

## Historia
Estonia 20 była głównym samochodem wyścigowym ZSRR pierwszej połowy lat 80. Projektantami samochodu byli Mart Kongo i Jüri Iva. Model, podobnie jak 19M, stosował skrócony rozstaw osi. Nadwozie było ramą rurową, poszytą panelami z włókna szklanego. Był to pierwszy model Estonii wykorzystujący spojlery. Samochód standardowo był wyposażony w silnik przygotowany do wyścigów Formuły Easter, którym była jednostka WAZ 21011 o pojemności 1294 cm³ i mocy 85 KM. Częstym zjawiskiem było jednakże dostosowanie modelu do wyścigów Formuły 3 poprzez instalację silników Łada 2106 z dwoma gaźnikami Weber. Skrzynia biegów pochodziła z Zaporożca.
Pierwszy prototyp Estonii 20 zadebiutował w 1979 roku. Skonstruowano ponadto trzy egzemplarze przedprodukcyjne, które otrzymali Toomas Napa, Toivo Asmer i Avo Soots. Pod koniec 1980 roku uruchomiono produkcję masową. Cena pojazdu wynosiła 8000 rubli. W 1985 roku zaprzestano produkcji samochodu; łącznie skonstruowano 263 egzemplarze.
Samochód zdobył siedem tytułów w ZSRR (cztery w Formule Easter w latach 1981, 1982, 1984 i 1985 oraz trzy w Formule 3 – 1980, 1982, 1986).